# Vlag van de Shetlandeilanden
De vlag van de Shetlandeilanden is lichtblauw met een wit Scandinavisch kruis. De vlag werd in 1969 ontworpen door Roy Grønneberg en Bill Adams ter ere van de 500e verjaardag van de overgang van de eilanden van het Koninkrijk Denemarken en Noorwegen naar het Koninkrijk Schotland. Bijna veertig jaar later werd de vlag officieel erkend door de Schotse overheid. De kleuren van de vlag zijn gelijk aan die van de vlag van Schotland. Het kruis verwijst naar de Noordse geschiedenis van de eilanden.
De vlag wordt privé veel gebruikt door Shetlanders, zowel op het land als op zee, en wordt nu gezien als een symbool van de identiteit van Shetland. In 2007 werd een "Shetland Flag Day" (Dag van de Shetlandvlag) geïntroduceerd door de raad, die hoopt dat de dag zal worden gebruikt om "alles wat Shetland is te vieren". Na bijna veertig jaar onofficieel gebruik werd de vlag op 1 februari 2005 formeel toegekend door de Lord Lyon King of Arms, de heraldische autoriteit van Schotland, op tijd voor de Eilandspelen in juli 2005 in Shetland.
De vlag is vrijwel identiek aan de voormalige onofficiële nationale vlag van IJsland (de Hvítbláinn), in gebruik door IJslandse nationalistische activisten van 1897 tot 1915, toen deze gedeeltelijk werd verlaten vanwege de gelijkenis met de Griekse geus en de Zweedse vlag, die volgens critici op zee moeilijk uit elkaar te houden zouden zijn, een belangrijk probleem in oorlogstijd. Het wit met blauw wordt nog steeds gebruikt door de IJslandse Jeugdvereniging, nationalisten en bij politieke evenementen.